# TLNovelas
TLNovelas é uma rede de televisão por cabo e por satélite do México. Sua programação se centra na emissão de seis títulos diferentes de novelas mexicanas produzidas pela rede Televisa cada dia, uma hora por capítulo, nos gastos de sábado e domingo para repetir cinco episódios por semana.
Desde 04 de julho de 2011 com o lançamento de Rosalinda o canal muda a cor e os gráficos rosa para identificar a nova telenovela.

## TLNovelas América
TLNovelas América disponível no México e em outras partes da América Latina.

## TLNovelas Europa
TLNovelas Europa é transmitido pelo Europa, em países como Espanha, e na Oceania em países como Austrália e Nova Zelândia.

## TLN Network
Canal que transmite programação em lingua portuguesa. Tem cobertura em países como Angola, Moçambique e Portugal.

## TLNovelas Univision
Lançado em 1 de março de 2012, de propriedade do grupo Univision Communications em parceria com a Televisa. O canal tem cobertura nos Estados Unidos.

## TLNovelas África
Lançado dia 14 de setembro de 2020, transmite programação em inglês e português para o continente africano através das operadoras DStv, GOtv e StarTimes.
Atuais
- Eternamente Apaixonados - (31 de março de 2025 - presente)
- Um Refúgio Para o Amor - (13 de janeiro de 2025 - presente)
- Um Caminho Para o Destino - (6 de janeiro de 2025 - presente)
- Três Vezes Ana - (9 de junho de 2025 - presente)

Anteriores
- A Sombra do Passado - (2 de dezembro de 2024 - 8 de junho de 2025)
- Meu Caminho é Amar Você - (25 de novembro de 2024 - 30 de março de 2025)
- Sortilégio - (9 de setembro de 2024 - 5 de janeiro de 2025)
- Desenhando Teu Amor - (22 de julho de 2024 - 12 de janeiro de 2025)
- Meu Segredo - (10 de junho de 2024 - 24 de novembro de 2024)
- Quando me Apaixono - (22 de abril de 2024 - 1 de dezembro de 2024)
- Chegou o Amor - (26 de fevereiro de 2024 - 8 de setembro de 2024)
- Penso em Ti - (26 de fevereiro de 2024 - 9 de junho de 2024)
- A Que Não Podia Amar - (11 de dezembro de 2023 - 21 de julho de 2024)
- Os Ricos Também Choram - (4 de dezembro de 2023 - 23 de fevereiro de 2024)
- Lágrimas de Amor - (20 de novembro de 2023 - 19 de abril de 2024)
- A Madrasta - (11 de setembro de 2023 - 23 de fevereiro de 2024)
- A Desalmada - (7 de agosto de 2023 - 8 de dezembro de 2023)
- Vencer o Passado - (7 de agosto de 2023 - 1 de dezembro de 2023)
- Com Você Sim - (5 de junho de 2023 - 17 de novembro de 2023)
- Rubi - (3 de abril de 2023 - 10 de setembro de 2023)
- Sem Seu Olhar - (6 de março de 2023 - 6 de agosto de 2023)
- A Dona - (23 de janeiro de 2023 - 6 de agosto de 2023)
- Meu Pecado - (31 de outubro de 2022 - 31 de março de 2023)
- Vencer o Desamor - (31 de outubro de 2022 - 5 de março de 2023)
- Te Dou a Vida - (3 de outubro de 2022 - 22 de janeiro de 2023)
- Amo-te com Todo o Meu Coração - (19 de setembro de 2022 - 4 de junho de 2023)
- Como Você Não Há 2 - (4 de julho de 2022 - 28 de outubro de 2022)
- A Mal Amada - (23 de maio de 2022 - 30 de outubro de 2022)
- Quem Segura a Minha Família? - (2 de maio de 2022 - 18 de setembro de 2022)
- Vencer o Medo - (2 de maio de 2022 - 3 de julho de 2022)
- Simplesmente Maria - (11 de abril de 2022 - 2 de outubro de 2022)
- A Que Não me Deixa - (8 de novembro de 2021 - 22 de maio de 2022)
- Amores com Trapaças - (8 de novembro de 2021 - 1 de maio de 2022)
- Lágrimas de Amor - (8 de novembro de 2021 - 10 de abril de 2022)
- Um Caminho Para o Destino - (8 de novembro de 2021 - 1 de maio de 2022)